# HD 116278
HD 116278，又名CD-32 9322，SAO 204420、HR 5043，是一颗恒星，视星等为6.22，位于銀經310.53，銀緯29.21，其B1900.0坐标为赤經13h 17m 31.6s，赤緯-32° 29.21′ 1″。